# Municipio de Lake City (Kansas)
El municipio de Lake City (en inglés: Lake City Township) es un municipio ubicado en el condado de Barber en el estado estadounidense de Kansas. En el año 2010 tenía una población de 62 habitantes y una densidad poblacional de 0,57 personas por km².

## Geografía
El municipio de Lake City se encuentra ubicado en las coordenadas 37°19′33″N 98°47′50″O / 37.32583, -98.79722. Según la Oficina del Censo de los Estados Unidos, el municipio tiene una superficie total de 109 km², de la cual 108,79 km² corresponden a tierra firme y (0,2 %) 0,22 km² es agua.

## Demografía
Según el censo de 2010, había 62 personas residiendo en el municipio de Lake City. La densidad de población era de 0,57 hab./km². De los 62 habitantes, el municipio de Lake City estaba compuesto por el 96,77 % blancos, el 1,61 % eran de otras razas y el 1,61 % eran de una mezcla de razas. Del total de la población el 4,84 % eran hispanos o latinos de cualquier raza.